# Bastoners del Casc Antic
La colla de Bastoners del Casc Antic de Barcelona va ser fundada l'any 1983 dins l'Esbart Espiga d'Or i des d'aleshores conviu amb el cos de dansa i el cos de veterans de l'agrupació. Després d'una època de crisi, la colla torna a agafar embranzida el 2008, gràcies a l'interès dels membres més joves de l'esbart. Avui tan aviat forma part de coreografies de tot l'esbart com actua independentment. A més, participa en els actes de les festes de la Mercè i de les festes majors del barri de Sant Pere, Santa Caterina i la Ribera.
Els Bastoners del Casc Antic van acompanyats de la música del flabiol en les actuacions en què els instruments es poden sonoritzar; en canvi, en els balls de carrer i en les cercaviles dansen al so de les gralles. Els colors de la colla són el groc i el blau, de manera que uns balladors llueixen mocador encreuat i faldellí groc amb ratlla blava i faixa també blava, i uns altres combinen els colors a la inversa: mocador i faldellí blau amb una ratlla groga, i faixa groga.
Una de les activitats més destacades en què ha participat la colla bastonera és l'organització conjunta de la 24a Trobada Nacional de Bastoners, que es va fer el 23 de maig de 2009 a Barcelona, amb més de dos mil balladors. A més de col·laborar en l'organització, els Bastoners del Casc Antic van participar activament en actes previs, com ara la Diada de Bastons a l'Escola i la Diada del Compte Enrere, en què cada colla bastonera de la ciutat va fer una cercavila al seu barri acompanyada d'una colla procedent d'algun altre indret de Catalunya.